# Saint-Michel-Mont-Mercure
Saint-Michel-Mont-Mercure és un municipi francès situat al departament de Vendée i a la regió de País del Loira. L'any 2007 tenia 1.927 habitants.

## Demografia

### Població
El 2007 la població de fet de Saint-Michel-Mont-Mercure era de 1.927 persones. Hi havia 716 famílies de les quals 144 eren unipersonals (86 homes vivint sols i 58 dones vivint soles), 231 parelles sense fills, 288 parelles amb fills i 53 famílies monoparentals amb fills.
La població ha evolucionat segons el següent gràfic:
Habitants censats

### Habitatges
El 2007 hi havia 783 habitatges, 729 eren l'habitatge principal de la família, 17 eren segones residències i 37 estaven desocupats. 727 eren cases i 42 eren apartaments. Dels 729 habitatges principals, 570 estaven ocupats pels seus propietaris, 156 estaven llogats i ocupats pels llogaters i 3 estaven cedits a títol gratuït; 11 tenien una cambra, 34 en tenien dues, 87 en tenien tres, 151 en tenien quatre i 445 en tenien cinc o més. 571 habitatges disposaven pel capbaix d'una plaça de pàrquing. A 308 habitatges hi havia un automòbil i a 373 n'hi havia dos o més.

### Piràmide de població
La piràmide de població per edats i sexe el 2009 era:
| Homes | Edats   | Dones |
| ----- | ------- | ----- |
| 0     | 95 o +  | 0     |
| 0     | 90 a 94 | 0     |
| 8     | 85 a 89 | 16    |
| 4     | 80 a 84 | 4     |
| 32    | 75 a 79 | 20    |
| 24    | 70 a 74 | 60    |
| 36    | 65 a 69 | 40    |
| 32    | 60 a 64 | 24    |
| 44    | 55 a 59 | 36    |
| 52    | 50 a 54 | 76    |
| 80    | 45 a 49 | 76    |
| 72    | 40 a 44 | 64    |
| 76    | 35 a 39 | 36    |
| 36    | 30 a 34 | 36    |
| 80    | 25 a 29 | 56    |
| 68    | 20 a 24 | 60    |
| 96    | 15 a 19 | 88    |
| 60    | 10 a 14 | 48    |
| 52    | 5 a 9   | 24    |
| 40    | 0 a 4   | 40    |

## Economia
El 2007 la població en edat de treballar era de 1.302 persones, 1.081 eren actives i 221 eren inactives. De les 1.081 persones actives 1.038 estaven ocupades (617 homes i 421 dones) i 43 estaven aturades (12 homes i 31 dones). De les 221 persones inactives 66 estaven jubilades, 79 estaven estudiant i 76 estaven classificades com a «altres inactius».

### Ingressos
El 2009 a Saint-Michel-Mont-Mercure hi havia 762 unitats fiscals que integraven 1.935,5 persones, la mediana anual d'ingressos fiscals per persona era de 16.201 €.

### Activitats econòmiques
Dels 61 establiments que hi havia el 2007, 1 era d'una empresa alimentària, 1 d'una empresa de fabricació d'elements pel transport, 7 d'empreses de fabricació d'altres productes industrials, 13 d'empreses de construcció, 5 d'empreses de comerç i reparació d'automòbils, 4 d'empreses de transport, 5 d'empreses d'hostatgeria i restauració, 4 d'empreses financeres, 9 d'empreses de serveis, 6 d'entitats de l'administració pública i 6 d'empreses classificades com a «altres activitats de serveis».
Dels 23 establiments de servei als particulars que hi havia el 2009, 1 era una oficina bancària, 1 funerària, 2 tallers de reparació d'automòbils i de material agrícola, 1 autoescola, 1 paleta, 3 guixaires pintors, 4 fusteries, 4 electricistes, 2 perruqueries, 3 restaurants i 1 saló de bellesa.
Dels 2 establiments comercials que hi havia el 2009, 1 era una botiga de menys de 120 m² i 1 una fleca.
L'any 2000 a Saint-Michel-Mont-Mercure hi havia 58 explotacions agrícoles que ocupaven un total de 1.974 hectàrees.

## Equipaments sanitaris i escolars
El 2009 hi havia 1 farmàcia i 1 ambulància.
El 2009 hi havia una escola elemental.

## Poblacions més properes
El següent diagrama mostra les poblacions més properes.